# Carl Friedrich Kappstein

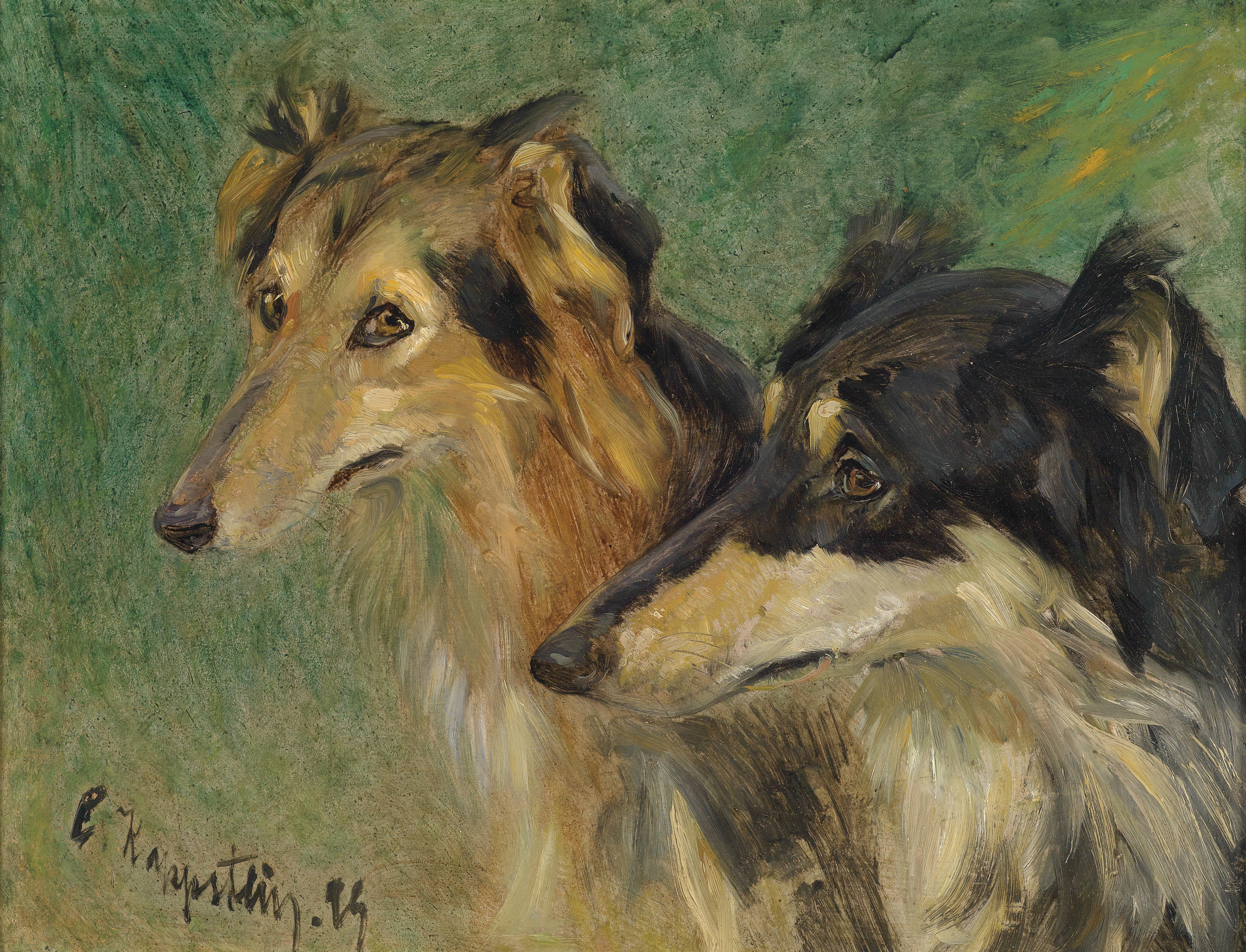
Borzoi-Hunde

Carl Friedrich Kappstein (* 6. März 1869 in Berlin; † 27. Februar 1933 ebenda) war ein deutscher Tier- und Stilllebenmaler und Grafiker.
Kappstein studierte seit 1886 Malerei an der Akademie der Künste (Berlin) bei Paul Friedrich Meyerheim. Kappsteins Schaffen war auch durch die Werke seines Freundes Karl Hagemeister beeinflusst.
In den Jahren 1893 und 1894 besuchte Kappstein Italien und Sizilien.
Seit 1905 unterrichtete Kappstein Lithographie an der Königlichen Technischen Hochschule Charlottenburg. 1910 erschien sein Handbuch des künstlerischen Steindrucks.
Carl Friedrich Kappstein malte hauptsächlich Tiere, aber auch Landschaften und Stillleben. 1904 wurde ihm auf der Großen Berliner Kunstausstellung eine kleine Goldmedaille verliehen. 

## Werke
- Carl Kappstein: Der künstlerische Steindruck : Bruno Cassirer, Berlin, 1910
- Carl Kappstein: Unseres Lieblings Freunde : Josef Scholz, Mainz 1927